# Coldenia
- Commons
- Wikispecies

Coldenia L. é um género de plantas herbáceas pertencente à família das Boraginaceae.

## Espécies
- Coldenia aggregata
- Coldenia angelica
- Coldenia angolensis
- Coldenia atacamensis
- Lista completa

## Classificação do gênero
| Sistema | Classificação                       | Referência               |
| ------- | ----------------------------------- | ------------------------ |
| Linné   | Classe Tetrandria, ordem Tetragynia | Species plantarum (1753) |